# الشيطان في اليهودية
ترد الكلمة شيطان (بمشتقاتها المختلفة) في التناخ باللغة العبرية بعدة معانٍ فترد في بادئ الأمر بمعنى المقاوم. ثم ترد بمعنى الخصم  وفقط في سفري أيوب وزكريا  تظهر الكلمة بـ«أل التعريف» لتمثّل الشيطان رغم أن شخصية الشيطان تظهر في المزامير  وفي سفر أخبار الأيام الأول. كما تظهر في سفر صموئيل الثاني شخصية «ملاك مُهلك».

## هوامش
1. ↑  يظهر الجذر שטן كفعل يعني يقاوم في "وَوَقَفَ مَلاكُ الرَّبِّ فِي الطَّرِيقِ لِيُقَأوِم" العدد 22/22.
2. ↑  يرد ذلك في الملوك الأول 11/14 "وَأَقَامَ الرَّبُّ خَصْماً لِسُلَيْمَان".
3. ↑  في زكريا 3: 1-2 "1وَأَرَانِي يَهُوشَعَ الْكَاهِنَ الْعَظِيمَ قَائِماً قُدَّامَ مَلاَكِ الرَّبِّ وَالشَّيْطَانُ قَائِمٌ عَنْ يَمِينِهِ لِيُقَأوِمَهُ. 2فَقَالَ الرَّبُّ لِلشَّيْطَانِ: "لِيَنْتَهِرْكَ الرَّبُّ يَا شَيْطَانُ. لِيَنْتَهِرْكَ الرَّبُّ الَّذِي اخْتَارَ أُورُشَلِيمَ. أَفَلَيْسَ هَذَا شُعْلَةً مُنْتَشَلَةً مِنَ النَّارِ؟"."
4. ↑  في المزمور 109/6 "فَأَقِمْ أَنْتَ عَلَيْهِ شِرِّيراً وَلْيَقِفْ شَيْطَانٌ عَنْ يَمِينِهِ."
5. ↑  في أخبار الأيام الأول 11: 1 "1وَوَقَفَ الشَّيْطَانُ ضِدَّ إِسْرَائِيلَ وَأَغْوَى دَأوُدَ لِيُحْصِيَ إِسْرَائِيلَ."
6. ↑  صموئيل الثاني 24: 16 "وَبَسَطَ الْمَلاَكُ يَدَهُ عَلَى أُورُشَلِيمَ لِيُهْلِكَهَا، فَنَدِمَ الرَّبُّ عَنِ الشَّرِّ وَقَالَ لِلْمَلاَكِ الْمُهْلِكِ الشَّعْبَ: "كَفَى! الآنَ رُدَّ يَدَكَ."